# Aachener Netzwerk
Das Aachener Netzwerk (vollständiger Name: Aachener Netzwerk für humanitäre Hilfe und interkulturelle Friedensarbeit e. V.) ist ein gemeinnütziger Verein zur aktiven und solidarischen Bekämpfung von Leid und Not durch humanitäre Hilfsprojekte und durch langfristige Projekte für Frieden und Völkerverständigung. Das Netzwerk entstand 1993, als sich mehrere Aachener Gruppen zusammenschlossen, um der Bevölkerung im zerfallenden Jugoslawien zu helfen.

## Das Aachener Netzwerk
Das Aachener Netzwerk für humanitäre Hilfe und interkulturelle Friedensarbeit e. V. wurde 1993 zu Zeiten des Bürgerkrieges im ehemaligen Jugoslawien gegründet. Damals unternahm das Aachener Netzwerk viele Hilfstransporte dorthin, um der Not leidenden Zivilbevölkerung zu helfen. Später wurden verschiedene Projekte gestartet, um die verschiedenen Bevölkerungsgruppen einander näher zu bringen.
Eines der heutigen Projekte ist die Friedenstheaterwoche Bina Mira (zu Deutsch: Bühne des Friedens), eine Begegnung von Jugendtheatergruppen aus ganz Europa. Der Friedenslauf Flame for Peace führte 2014 von Sarajevo nach Aachen, unter anderem vorbei an den Schlachtfeldern von Verdun und Hürtgenwald. Seitdem führt Flame for Peace jedes Mal mit einem anderen friedenspolitischen Schwerpunkt durch das Dreiländereck um Aachen.
Ende 2019 wurde die Tradition der Hilfstransporte nach Bosnien-Herzegowina wieder aufgenommen. Die Ende 2020 erstmalig gezeigte Ausstellung Lage der Menschenrechte an den Außengrenzen der EU wird kostenlos an Schulen und andere Organisationen verliehen.

## Aktuelle Projekte

### Bina Mira
Durch die Kriege im ehemaligen Jugoslawien wurde die Stimmung zwischen den unterschiedlichen Volksgruppen vergiftet. Dies führte 2007 zu Straßenschlachten zwischen nationalistisch orientierten Jugendlichen. In der Schule Novi Grad (Neue Stadt) überlegte Heinz Jussen eine Friedensbühne zu bauen, auf der in jedem Jahr um den UN-Weltfriedentag am 21. September ein Friedenstheaterfestival stattfinden sollte. Das Ziel: Frieden schaffen durch Begegnung – unabhängig von Ethnien, Kulturen, Nationen oder Religionen. Die Bühne wurde nicht gebaut, aber 2008 fand auf der Bühne des Teater Cabaret das erste Festival statt. Genannt wurde es Bina Mira, zu Deutsch: Bühne des Friedens. Im Jahr 2019 fand es mit Jugendtheatergruppen aus sechs Ländern zum elften Mal statt, darunter zum dritten Mal in Aachen. Seit Anbeginn wird das Projekt maßgeblich durch die Theatergruppe rohestheater unterstützt.

### Flame for Peace
Der Friedenslauf Flame for Peace führte 2014 von Sarajevo nach Aachen. Der Staffellauf begann am 28. Juli, dem Tag der Kriegserklärung Österreichs an Serbien vor 100 Jahren in Sarajevo, und endete am Weltfriedenstag in Aachen. Seitdem führt dieser Lauf jährlich mit einem friedenspolitischen Schwerpunkt als Etappenlauf durch das Dreiländereck Belgien, Deutschland, Niederlande.

### Humanitäre Hilfe für Geflüchtete an den Außengrenzen der EU
Zusammen mit Gruppen, die vor Ort arbeiten, hat das Aachener Netzwerk in den Jahren 2020 und 2021 über 20 Hilfstransporte nach Bihać (Bosnien-Herzegowina), Calais (Frankreich), Lesbos (Griechenland) und Belgrad (Serbien) organisiert oder diese unterstützt. Zentral war dabei die Unterstützung der Gruppen mit Sach- und Geldspenden, die in und um Bihać arbeiten, wie beispielsweise SOS Bihać, wo viele Flüchtlinge in die EU wollen, aber meistens an Stacheldraht und Pushbacks scheitern.

### AusstellungMenschenrechte an den Außengrenzen der EU
Durch die engen Kontakte zur Hilfsorganisation an der Außengrenzen der EU hat das Aachener Netzwerk tiefe Einblicke in die Geschehnisse dort bekommen. Flüchtlinge, die dort die Grenze zur EU überqueren, erhalten keine Möglichkeit, einen Asylantrag zu stellen. Stattdessen werden sie oft illegal durch sogenannte Pushbacks über die Grenze zurückgebracht. Diese sind sehr häufig verbunden mit körperlicher Misshandlung und dem Verlust von Geld, Smartphone, Schlafsäcken und sogar Schuhen. Das Aachener Netzwerk hat eine Ausstellung zu diesem Thema erstellt und macht dabei deutlich, dass diese Vorgehen keine Einzelfälle sind, sondern auch in Griechenland, im Mittelmeer, in Marokko, in Bosnien und sogar in Frankreich geschehen.

### Kinderheim Centar Duga
Das Kinderheim Centar Duga (zu Deutsch: Zentrum Regenbogen) ist ein 1999 gegründetes Heim für 24 Kinder im Alter bis zu sechs Jahren, darunter Waisenkinder oder Kinder, die ohne elterliche Fürsorge aufwachsen müssen. Das Einrichtung befindet sich in der Region Bihać in Kulen Vakuf und wird größtenteils durch Spenden finanziert. Das Aachener Netzwerk unterstützt das Kinderheim sowohl durch Sach- als auch durch Geldspenden.

## Geschichte des Aachener Netzwerks

### Entstehung
In den Weihnachtsferien 1992 fand die ersten Aachener Fahrt von Hilfsgütern nach Tuzla statt. Im Anschluss gründeten die Aachener Helfer die Aktionsgemeinschaft Den Krieg überleben und im März 1993 dann zusammen mit der Aachener Bosnienhilfe und den Aachener Bewährungshelfer kontra Sozialabbau das Aachener Netzwerk.

### Vereinsgründung alsAachener Netzwerk für humanitäre Hilfe in Bosnien-Herzegowina und Kroatien e.V.
Noch bis 1998 transportierte der Verein Hilfsgüter in die Krisengebiete Bosniens. Danach engagierten sich die Mitglieder bei Aufbauhilfen, Schulpartnerschaften, Unterstützung von Sportvereinen, Elementarschulen und einer Behindertenschule, Versorgung von vornehmlich alten Menschen, die weit unterhalb des Existenzminimums leben, mit Winterkohle und Medikamenten usw. Von 1993 bis 2010 waren die Mitglieder bemüht, Garantieerklärungen für Visumanträge bei der Deutschen Botschaft in Sarajevo abzugeben und halfen Kriegsflüchtlingen in Aachen bei der Wohnraumbeschaffung, der Vermittlung von Sprachunterricht, der Beschaffung von Ausbildungsstellen und dem Erreichen von Schulabschlüssen, sowie bei der Betreuung in schwierigen Lebenssituationen.

### Umbenennung zumAachener Netzwerk für humanitäre Hilfe und interkulturelle Friedensarbeit e.V.
Im Laufe der Zeit verlagerte sich die Arbeit des Aachener Netzwerks. Man wollte nicht nur die Kriegsfolgen dämpfen, sondern Frieden zwischen den Völkern und Kulturen schaffen. Der neue Name Aachener Netzwerk für humanitäre Hilfe und interkulturelle Friedensarbeit e. V., den man sich 1997 gab, sollte dies zum Ausdruck bringen.

## Ehemalige Projekte

### Hilfstransporte
Von 1992 bis 1999 fuhren 25 Hilfstransporte u. a. mit Babynahrung, Medikamenten und medizinischen Geräten, Schulmaterial sowie Saatgüter nach Tuzla. Zum Jahreswechsel 1992/93 erfolgte die erste Fahrt nach Tuzla, die zweite Fahrt schloss sich direkt im Februar an und es folgten viele weitere. Die Unterstützung ging so weit, dass die drei Aachener Bürgermeister Jürgen Linden (SPD), Dieter Philipp (CDU) und Margret Ortstein (Grüne) im März 1995 fraktionsübergreifend zu Spenden aufriefen.

### Kohle für Kohle
Ab 1998 wurde über das Projekt Kohle für Kohle über 120 Tonnen Kohle für besonders bedürftige Menschen in Tuzla finanziert.

### Kinderzirkus Pinocchio
Der Aachener Kinderzirkus Pinocchio entstand im Jahre 1995 im Rahmen der humanitären Projektarbeit von Josef Steinbusch zu Gunsten kriegstraumatisierter Kinder im ehemaligen Jugoslawien. Direktor und Zauberclown in einem war „Juppino“ Steinbusch. Er bezeichnete „Pinocchio“ als einen Kinder-Mit-Mach-Zirkus. Jedes Jahr fuhr  Steinbusch mit seinem Kinderzirkus Pinocchio und einem VW-Bus und einem Anhänger voller Kostüme, Requisiten, und einem Zirkuszelt zu Kindern in Aachen und in Osteuropa. Wo er hinkam, ob in den Schulen, Kindergärten und Pfarrheimen seiner Aachener Heimat, oder in den von der Welt vergessenen armseligen Dörfern Südosteuropas, waren die Zirkuskinder immer vorbereitet und zusammen erarbeiteten sie eine Vorstellung. Unter dem Motto Tränen, die du lachst, brauchst du nicht zu weinen bereiste Juppino im Sommer die Orte, in denen heute zwar kein Krieg mehr ist, wo es aber genügend Kinder gibt, die Mut für das harte Leben brauchen, das vor ihnen liegt. 2009 ging die letzte Tour nach St. Petersburg.

## Auszeichnungen
- 1999: Bundesverdienstkreuz am Bande für Heinz Jussen[17]
- 2007: Aachener Friedenspreis für Josef Steinbusch (1. Vorsitzender bis 2010)[18]
- 2015: Europäischer Sozialpreis für Heinz Jussen (1. Vorsitzender bis 2018)[19]
- 2020: Aachener Integrationspreis für Bina Mira[20]